# Discoderoides
Discoderoides è un genere di coleotteri della famiglia Buprestidae.

## Tassonomia
- Discoderoides abessynicus (Obenberger, 1931)
- Discoderoides africanus (Kerremans, 1907)
- Discoderoides alluaudi (Kerremans, 1914)
- Discoderoides cordae (Obenberger, 1922)
- Discoderoides derutus (Fahraeus, 1851)
- Discoderoides grewiae Thery, 1938
- Discoderoides helferi (Obenberger, 1922)
- Discoderoides immunitus (Fahraeus, 1851)
- Discoderoides kerremansi Bellamy, 1986
- Discoderoides macarthuri (Thery, 1941)
- Discoderoides priesneri Thery, 1936
- Discoderoides pygmaeus Bellamy, 1987
- Discoderoides theryi Bellamy, 1986